# Rivelo
Rivelo è stato un talk show in onda dal 16 novembre 2018 al 5 marzo 2020 su Real Time condotto da Lorella Boccia.

## Il programma
Lorella Boccia intervista in ogni puntata celebrità e politici, attraverso le carte della danza, grazie a cui l'intervistato parlerà del proprio passato, presente e futuro, disvelando con la carta denominata cigno nero un segreto nascosto dietro la fama.

## Edizioni

### Prima edizione
| Puntata | Messa in onda    | Ospiti                | Ospiti             | Telespettatori | Share |
| ------- | ---------------- | --------------------- | ------------------ | -------------- | ----- |
| 1       | 16 ottobre 2018  | Stefano De Martino    | Malena             | 210.000        | 2,1%  |
| 2       | 23 novembre 2018 | Ignazio Moser         | Raffaello Tonon    |                |       |
| 3       | 30 novembre 2018 | Giacomo Urtis         | Paola Di Benedetto |                |       |
| 4       | 7 dicembre 2018  | Claudia Galanti       | Massimo Sestini    |                |       |
| 5       | 14 dicembre 2018 | Luca Marin            | Andrea Pinna       |                |       |
| 6       | 21 dicembre 2018 | Costantino Vitagliano | Jessica Mazzoli    |                |       |

### Seconda edizione
| Puntata           | Messa in onda     | Ospiti             | Ospiti            | Telespettatori | Share |
| ----------------- | ----------------- | ------------------ | ----------------- | -------------- | ----- |
| 1                 | 19 dicembre 2019  | Cecilia Rodriguez  | Cecilia Rodriguez | 203.000        | 0,8%  |
| 2                 | 26 dicembre 2019  | Fabio Colloricchio | Nicole Mazzocato  | 144.000        | 0,6%  |
| 3                 | 2 gennaio 2020    | Luca Onestini      | Luca Onestini     | 212.000        | 0,8%  |
| 4                 | 9 gennaio 2020    | Aída Yéspica       | Aída Yéspica      | 176.000        | 0,65% |
| 5                 | 16 gennaio 2020   | Stefano Bettarini  | Stefano Bettarini | 217.000        | 0,8%  |
| 6                 | 23 gennaio 2020   | Sabrina Ghio       | Alan Fiordelmondo | 187.000        | 0,7%  |
| 7                 | 30 gennaio 2020   | Erjona Sulejmani   | Erjona Sulejmani  | 167.000        | 0,63% |
| 8                 | 13 febbraio 2020  | Aldo Vitali        | Yari Carrisi      | 179.000        | 0,67% |
| 9                 | 20 febbraio 2020  | Tony Colombo       | Tony Colombo      | 167.000        | 0,64% |
| 10                | 27 febbraio 2020  | Valeria Bigella    | Sara Croce        | 284.000        | 1,07% |
| 11                | 5 marzo 2020      | Matteo Renzi       | Matteo Renzi      |                | 0,36% |
| Media provvisoria | Media provvisoria | Media provvisoria  | Media provvisoria | 193.600        | 0,74% |